# Jean II d'Armagnac
Pour les articles homonymes, voir Jean II, Jean d'Armagnac et Bossu (homonymie).
Jean II le Bossu (né vers 1333 - mort le 26 mai 1384), comte d'Armagnac, de Fezensac, de Rodez (1371-1384) et comte de Charolais (1364-1384), vicomte de Lomagne et d'Auvillars. 

## Biographie
Jean II d'Armagnac est le fils de Jean Ier, comte d'Armagnac, de Fezensac et de Rodez, vicomte de Lomagne et d'Auvillars, et de Béatrix de Bourbon-Clermont, fille de Jean de Charolais et petite-fille de Robert.
Pendant la vie de son père, il porte le titre du seigneur, et par la suite celui de comte de Charolais, qu'il a reçu de la mère, et il administre la Lomagne qu'on lui a donnée en apanage.
Dès 1351 il participe activement aux batailles de la guerre de Cent Ans, en luttant sous le commandement de son père (y compris l'expédition de Provence en 1358, et de Castille en 1361), ou de celui qui est son seigneur pour les terres du Charolais, Philippe, duc de Bourgogne, ou du beau-frère de celui-ci, Jean, duc de Berry, ou du roi lui-même (y compris se produit comme l'intermédiaire entre le roi et les Grandes Compagnies). Il préfère combattre les Grandes Compagnies, plutôt que de réunir une armée nombreuse qu'auraient décimée la peste et la famine.
Comme seigneur de Charolais, il n'est pas obligé, au contraire de son père, de rendre un hommage humiliant à ceux qu'il a combattus pendant plusieurs années, Édouard III, roi d'Angleterre, et son fils, le Prince noir, prince de Galles, d'après les conditions du Traité de Calais. Mais il est le premier, et longtemps le seul, à soutenir l'appel de son père au roi Charles V contre les agissements du prince de Galles, ce qui au bout du compte amène la libération de la Gascogne du joug anglais.
Au début de son règne, le gouvernement du Languedoc lui est confié.
En 1379 il conclut avec Gaston III Fébus, comte de Foix et vicomte de Béarn, une paix consolidée par le mariage de sa fille, Béatrix avec le fils de Gaston Fébus. Ainsi se termine une malheureuse querelle qui, pendant 89 ans, a opposé les deux plus puissantes familles du Midi et amené entre elles des combats presque continuels.
En 1380 il soutient l'insurrection des nobles du comté de Comminges contre Jeanne, leur comtesse, il entre dans le Comminges, s’empare de Jeanne la plaça dans son château d'Auvillars, avant de l’enfermer dans celui de Lectoure.
Mêlé aux intrigues de son beau-frère, le duc de Berry, contre son frère, tout-puissant duc de Bourgogne, Jean II est convoqué à la Cour pour se défendre :
- d'avoir voulu s'allier avec l'Angleterre ;
- d'être de connivence avec les Grandes Compagnies ;
- d'avoir tenté, de concert avec le comte de Foix, de partager le Languedoc.

Mais le procès ne s'ouvre pas car Jean II meurt avant d'arriver à Paris. Il expire à Avignon, en 1384. 
Le 4 (ou 21) novembre 1359, il se marie avec Jeanne de Périgord (née en 1341, morte à Avignon peu après décembre 1375), fille de Roger-Bernard, comte de Périgord, et d'Éléonore de Vendôme, fille de Bouchard VI et d'Alix de Bretagne. Elle est inhumée au couvent des Cordeliers d'Auch. 
De ce mariage, sont nés :
- Jean III, (vers 1363 - 1391), comte d'Armagnac, etc. ;
- Bernard VII, (1365 - 1418), comte d'Armagnac, etc., il est connétable de France ;
- Béatrix, (1366 - après février 1410) "La gaie armanageoise" , mariée le 19 août 1379 âgée de 13 ans à Gaston de Foix-Béarn († 1381 ou 82), puis le 27 janvier 1382 à Carlo de Visconti, seigneur de Parme.

Jean II a également plusieurs enfants naturels :[réf. nécessaire]
- Jean, bâtard d'Armagnac († 8 octobre 1409), évêque de Mende et archevêque d'Auch. L'antipape Benoît XIII le fait cardinal ;[réf. nécessaire]
- Bertrand, bâtard d'Armagnac († 1403), capitaine du château de Villiers en Armagnac ;[réf. nécessaire]
- Gérault, bâtard d'Armagnac (vers 1355), marié en 1377 à Marianne Vermani de Lombardie, Capitaine de la compagnie des Lys (lion de gueule barré sur écu d'argent)[réf. nécessaire].